# دار القداري (إب)

تعديل مصدري - تعديل

دار القداري محلة تابعة لقرية بيت الغبان، التابعة لعزلة الموية بمديرية إب إحدى مديريات محافظة إب في الجمهورية اليمنية.، بلغ تعداد سكانها 41 حسب تعداد اليمن لعام 2004.